# Volvo Amazon

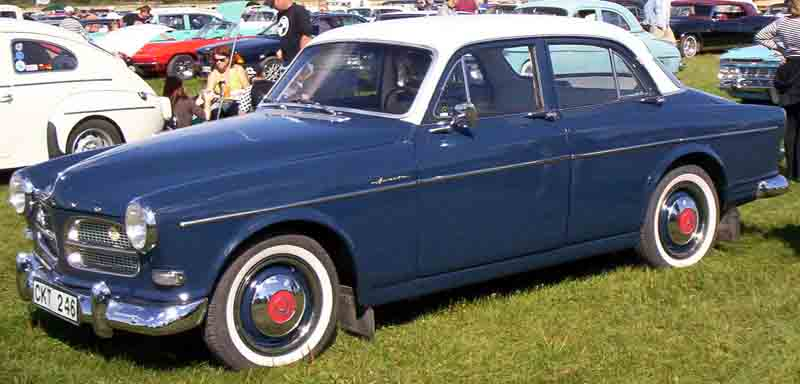
Een 1959 Amazon 4-deurs sedan

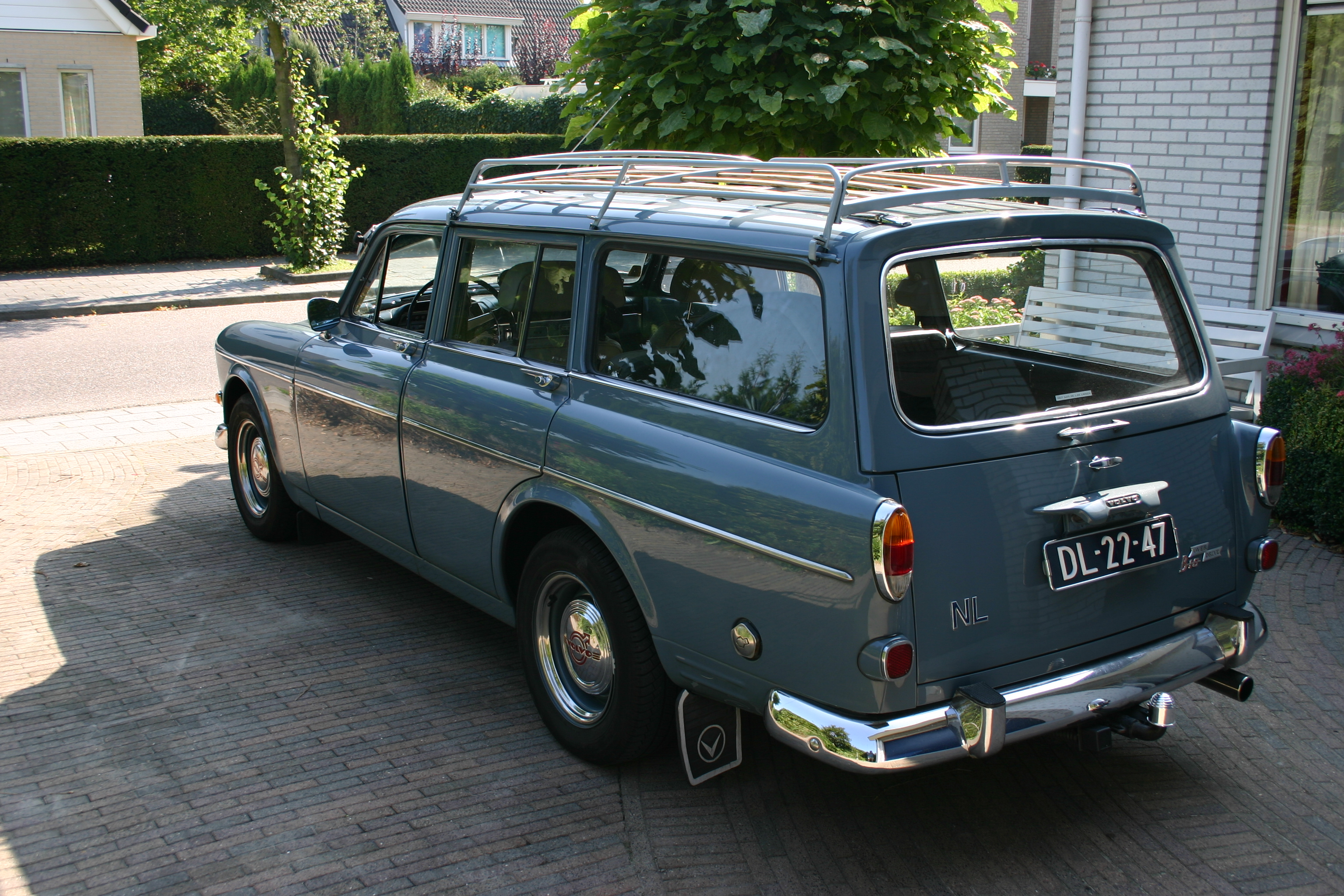
1963 P222 Kombi

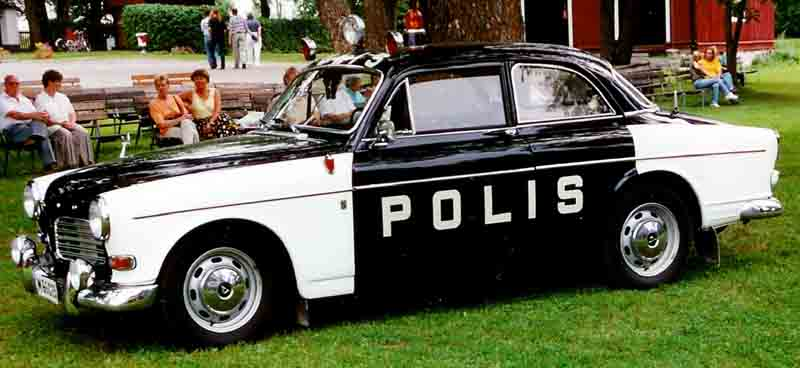
Amazon Sedan van de Zweedse Politie

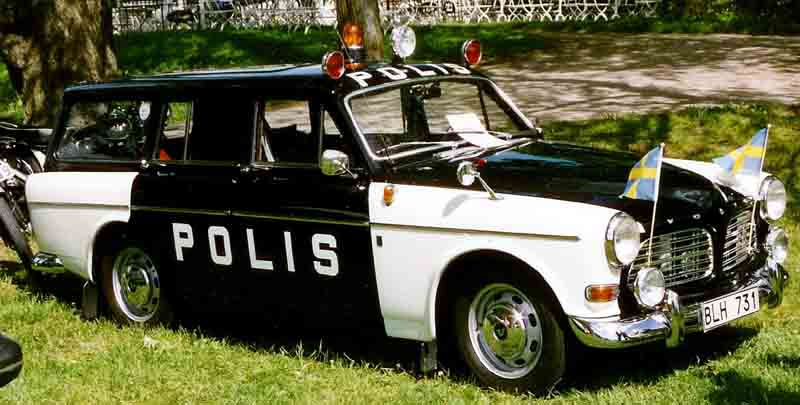
Amazon Kombi van de Zweedse Politie

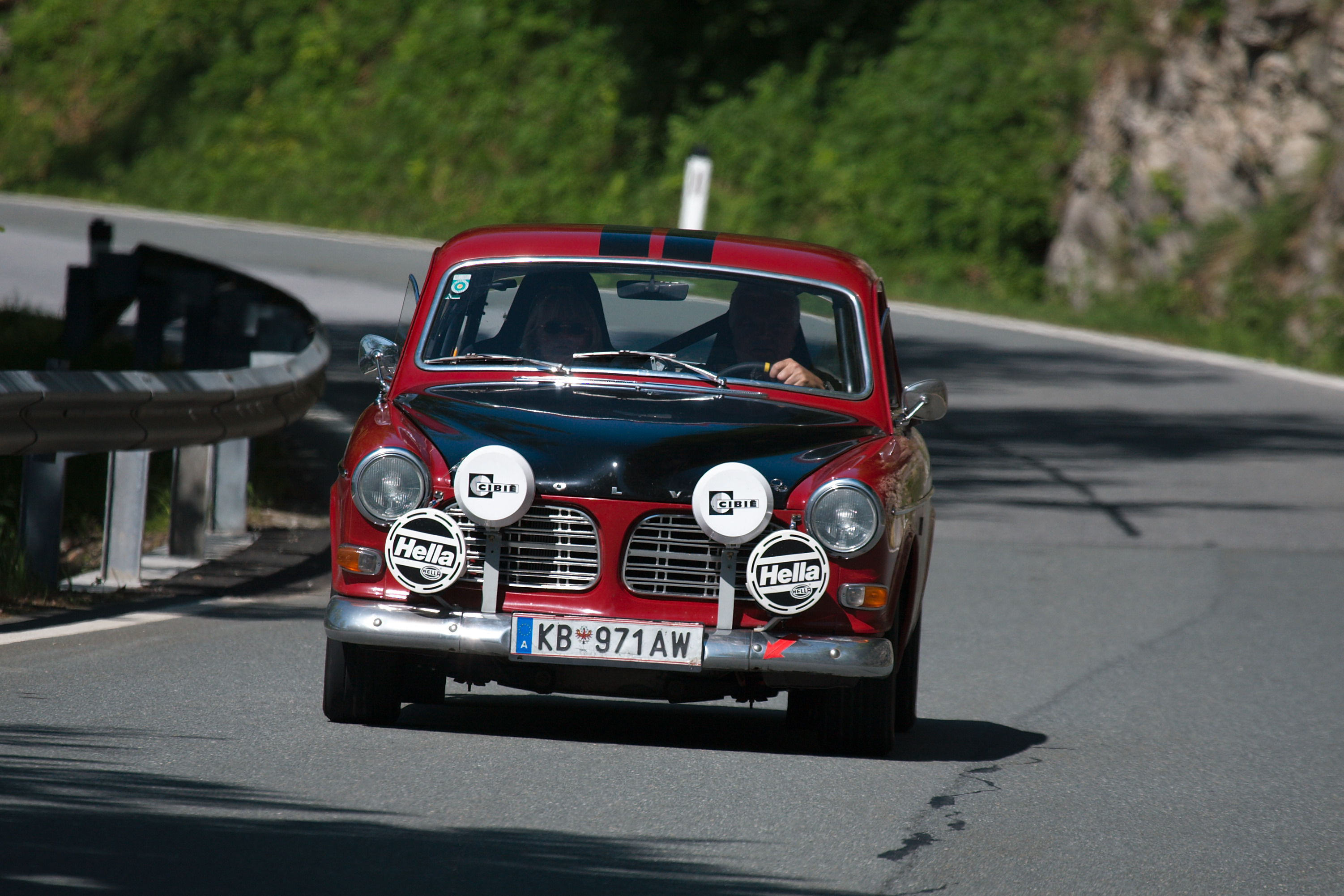
Actief in de rallysport.....

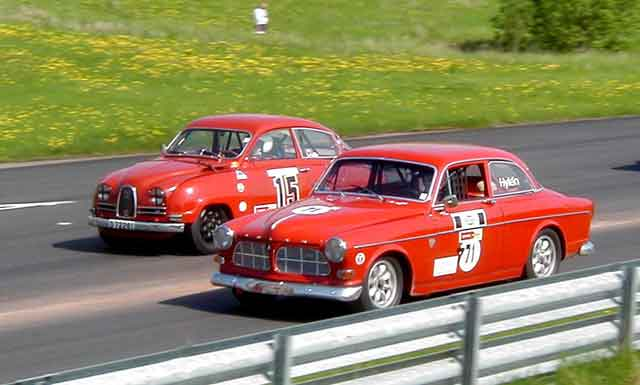
....en op het circuit....

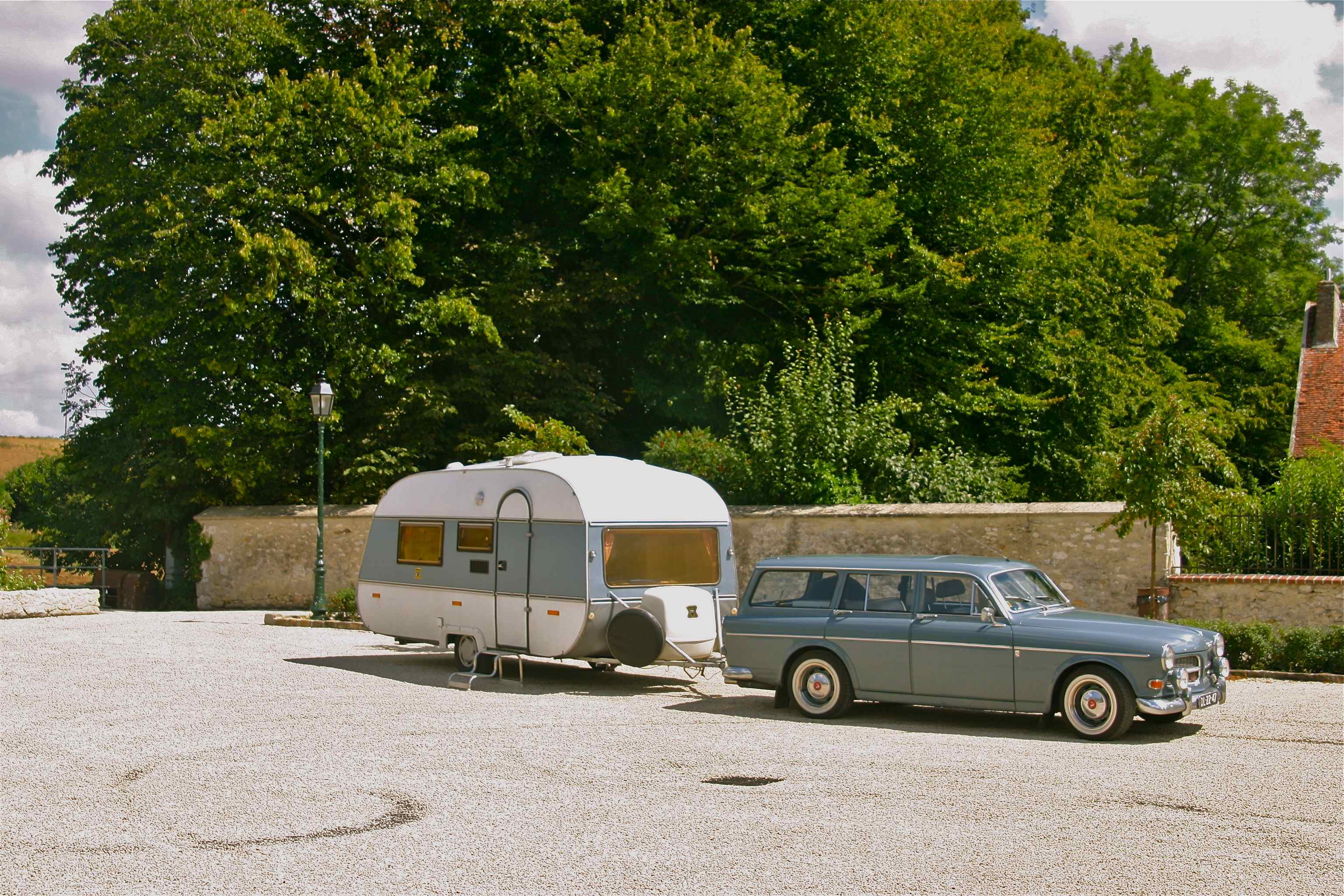
....of als vakantieauto met een SMV caravan.

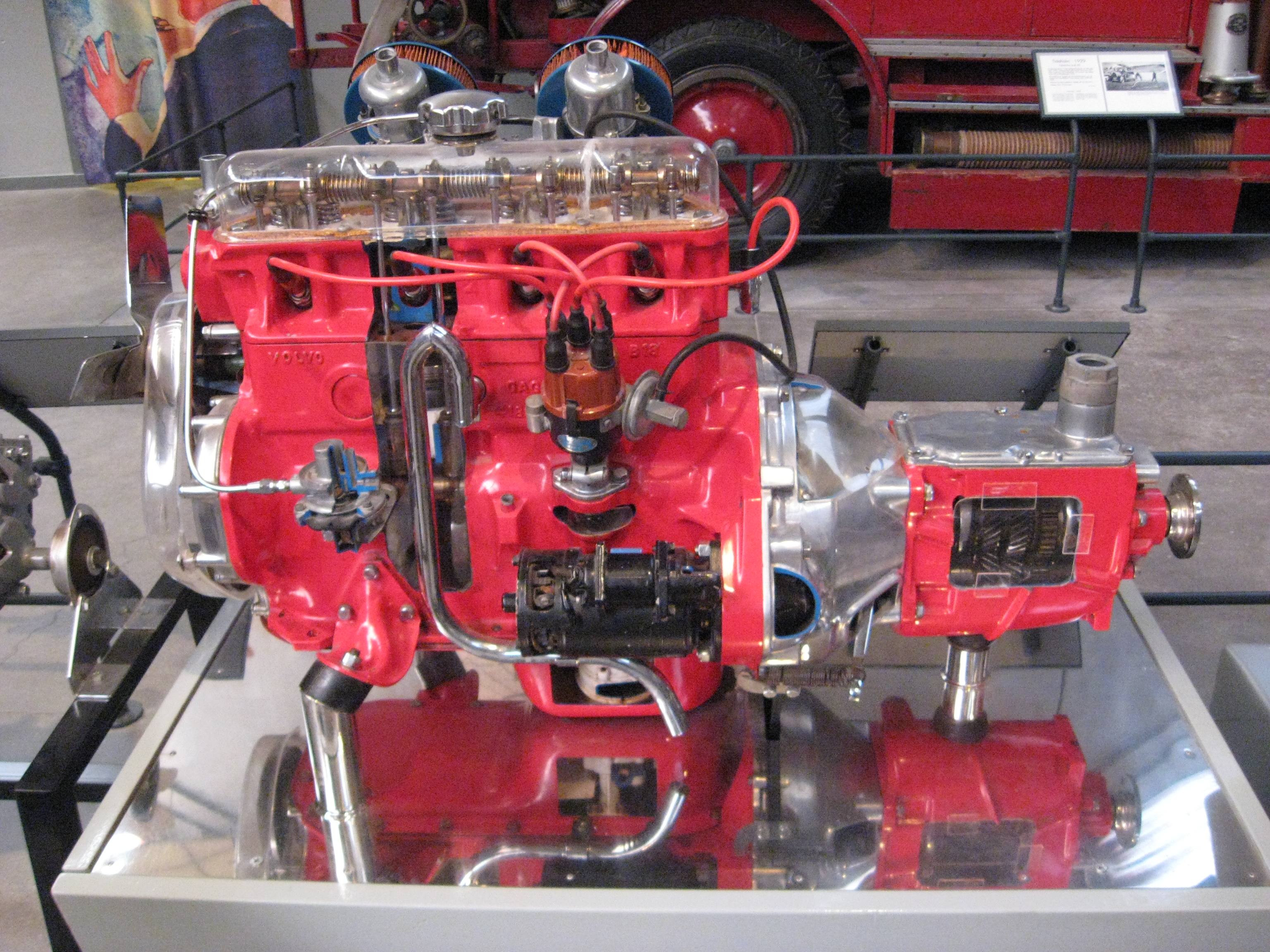
Volvo B18-motor met versnellingsbak

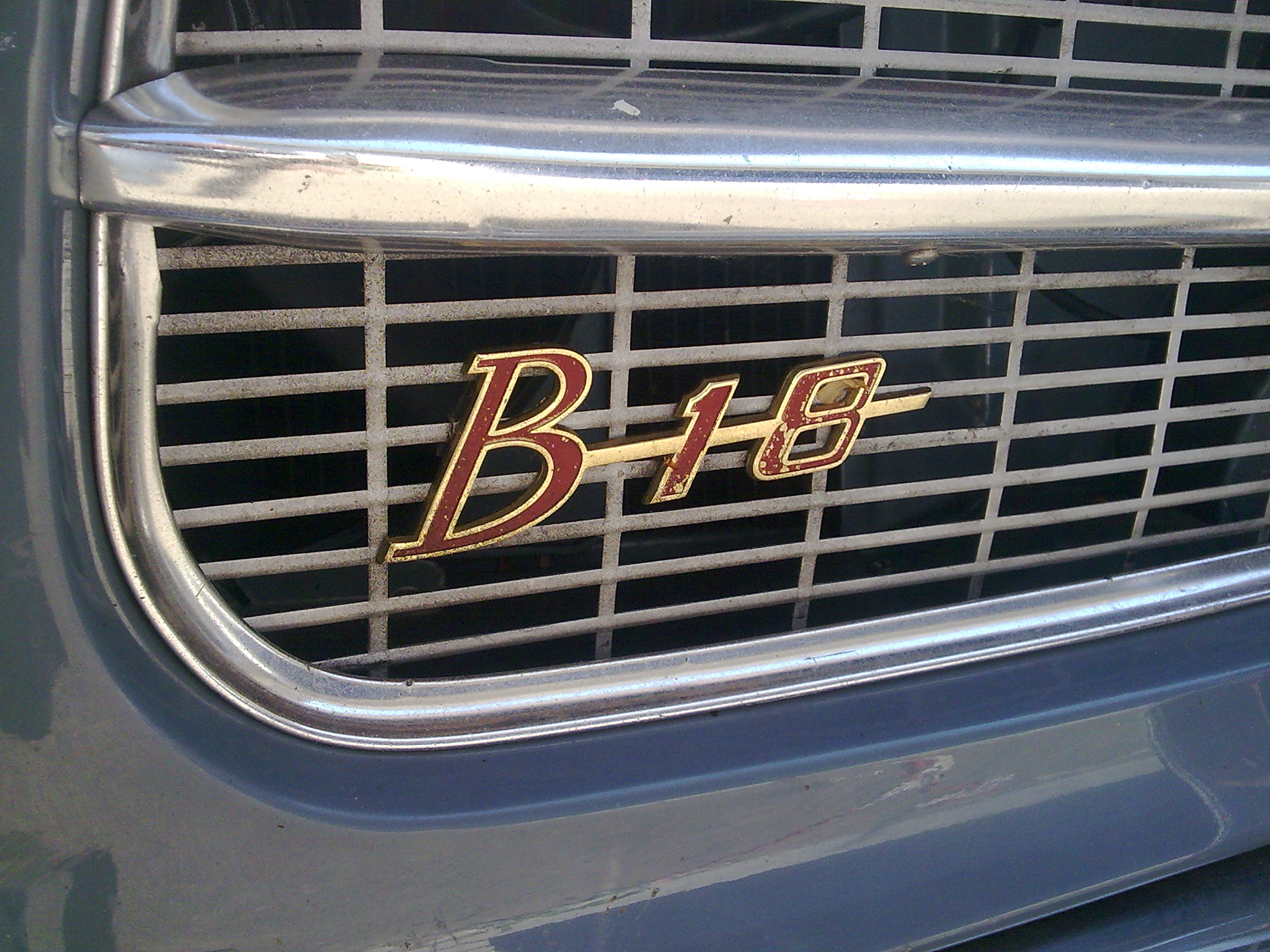
Volvo B18 Grille-embleem 1800cm³-motor

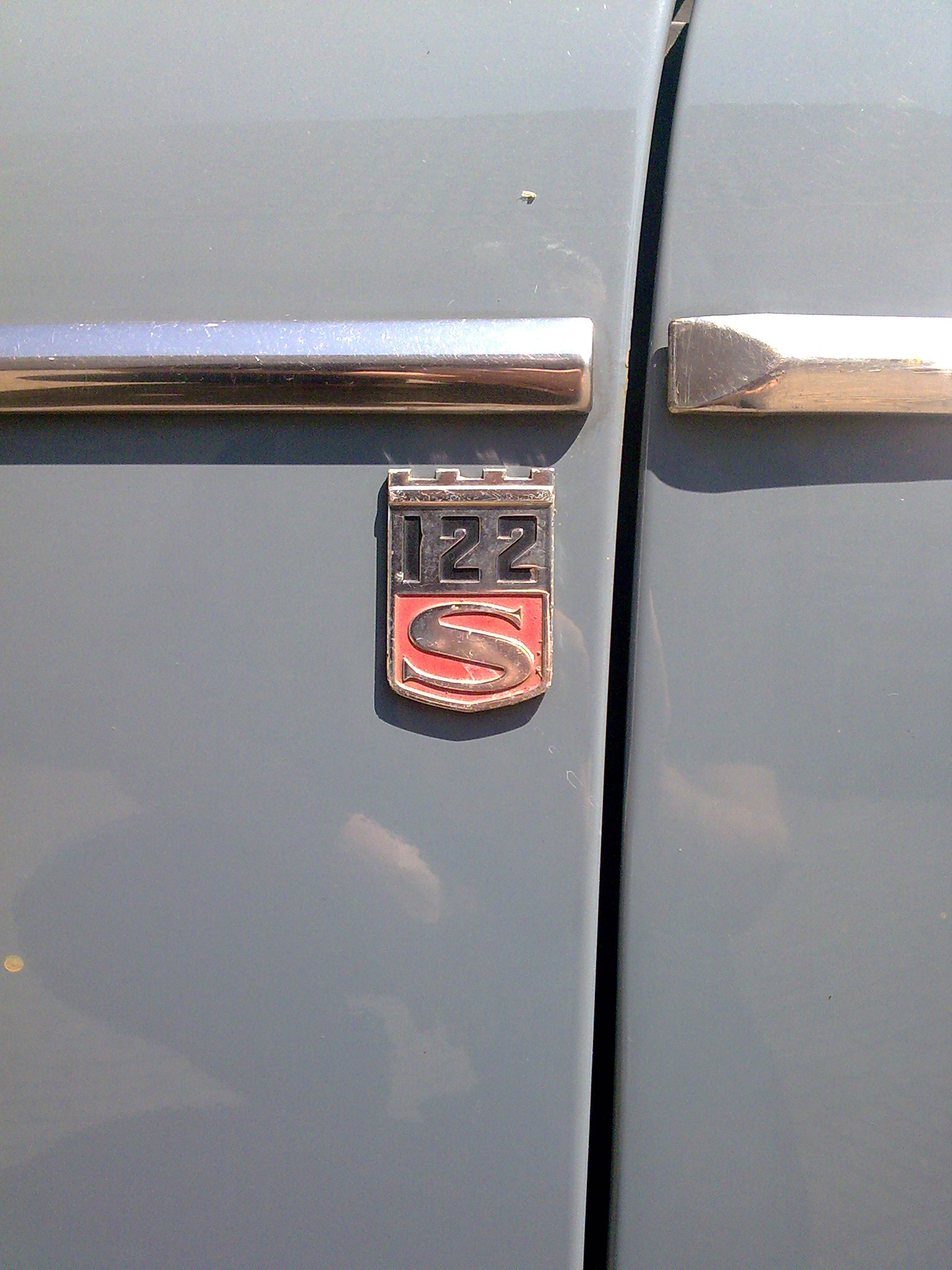
Volvo122S-embleem

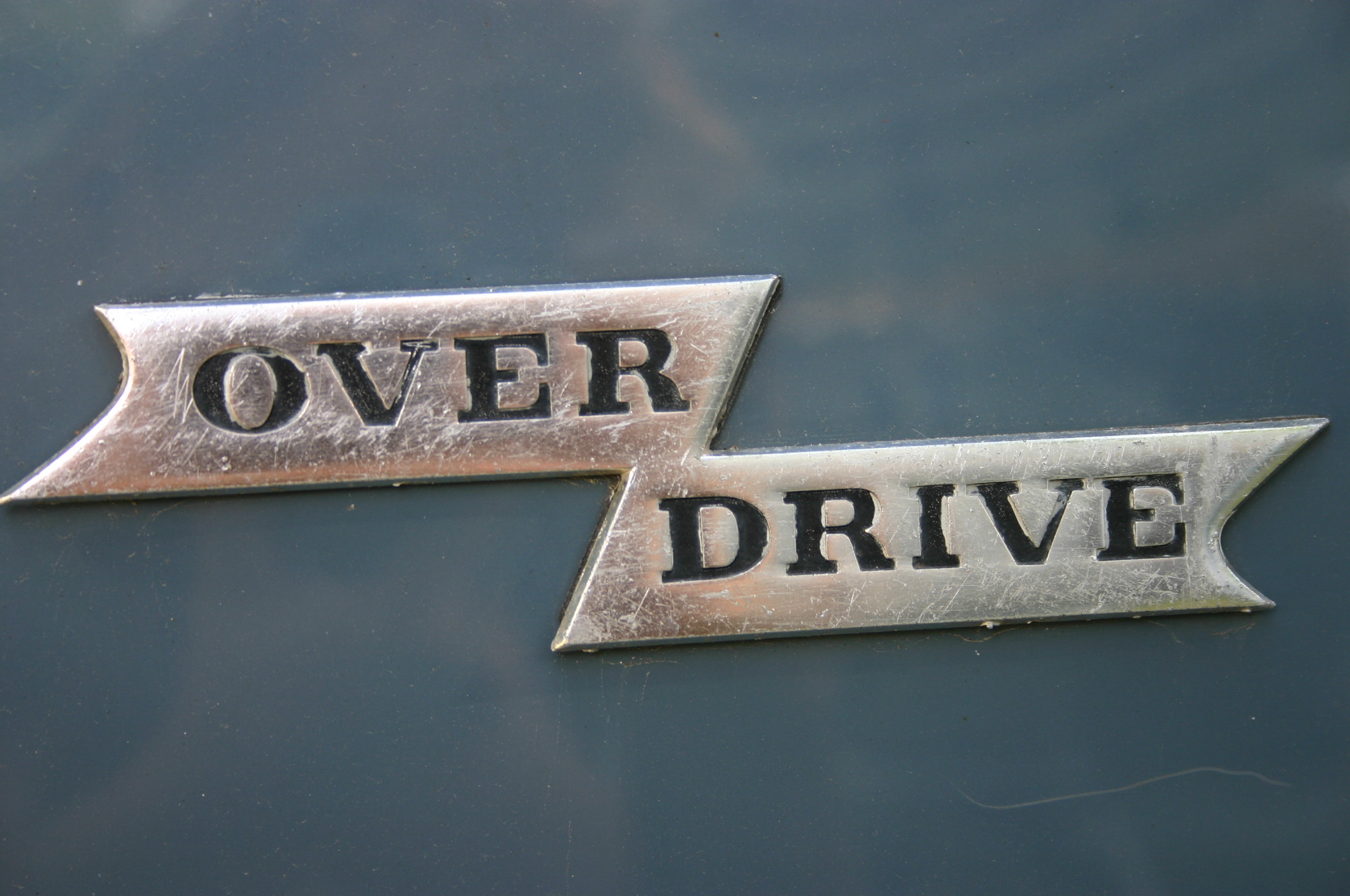
Volvo Overdrive-embleem (oud type)

De Volvo Amazon is een personenauto die van 1956 tot 1970 werd geproduceerd door Volvo Car Corporation.

## Geschiedenis
De Volvo Amazon werd ontworpen door Jan Wilsgaard en werd voorgesteld aan het publiek op 1 september 1956, maar de levering kwam pas op gang in maart 1957. Hij was bedoeld als opvolger van de populaire Volvo PV444, maar bleek daarvoor te duur. De PV444 had een reputatie als goedkope "volksauto" en werd daarom vervangen door een "tussenmodel", de PV544. In oktober 1965 verscheen de "Favorit", een "uitgeklede versie" van de Amazon, die uiteindelijk alsnog de PV544 zou vervangen.
Passieve veiligheid stond (en staat nog altijd) hoog in het vaandel bij Volvo en de Amazon was, samen met de PV544, een van de eerste auto's die standaard werden geleverd met 3-puntsveiligheidsgordels en een bekleed dashboard. De auto staat bekend als erg betrouwbaar en sterk. Van de 297.000 exemplaren die in Zweden werden verkocht zijn er nog 35.000 geregistreerd, en men vermoedt dat er daarvan nog zo'n 15.000 dagelijks worden gebruikt. De productie werd beëindigd in 1970, toen het model werd afgelost door de al enkele jaren eerder geïntroduceerde Volvo 140-serie. Vanaf 1961 werden mechanische delen van de Amazon, zoals motor, versnellingsbak en assen, alsmede de gemodificeerde bodemplaat, toegepast voor het sportmodel van Volvo, de Volvo P1800.

## Naam, modellen en type(n)
Volvo gebruikte op de Zweedse thuismarkt aanvankelijk de aanduiding Amason en wilde de exportversie Amazon noemen. Oorspronkelijk werd het eerste model aangeduid met het model-nummer P1200, later werd dit P120A. Omdat de Duitse bromfietsenfabrikant Kreidler de naam Amazone al had geregistreerd, mocht Volvo de naam buiten Scandinavië niet gebruiken. De auto's, die bestemd waren voor de export, werden daarom officieel door de fabriek aangeduid met drie model-nummers, P120, P130 en P220, die leverbaar waren in 4 verschillende uitvoering-nummers, 121, 122S, 123GT en 'Favorit'.
In de praktijk bleken de bovenstaande typeaanduidingen omslachtig en werden deze auto's door het publiek wereldwijd gewoon resp. Amazon en Amazon Kombi genoemd, de "rechten" van Kreidler ten spijt. 
Bovenstaand kan een wat verwarrend beeld geven omdat de uitvoeringnummers niet per definitie gekoppeld zijn aan de modelnummers, maar er wel op lijken. Daartoe hieronder een verduidelijking van de gevoerde modellen, en de leverbare uitvoeringen.
| Modelnr. | Carrosserie                   | Uitvoering               | Omschrijving                                                                        |
| -------- | ----------------------------- | ------------------------ | ----------------------------------------------------------------------------------- |
| P120     | 4-deurs sedan                 | 121 122S                 | Basisuitvoering Sportieve uitvoering                                                |
| P130     | 2-deurs coach                 | 121 122S 123GT 'Favorit' | Basisuitvoering Sportieve uitvoering Extra luxe en sportief Extra sobere uitvoering |
| P 220    | 4-deurs-Kombi (=stationwagen) | 121 122S                 | Basisuitvoering Sportieve uitvoering                                                |

### Emblemen
| Overzicht van type emblemen           | Overzicht van type emblemen                         | Overzicht van type emblemen |
| ------------------------------------- | --------------------------------------------------- | --- |
| Aanduiding:                           | Plaatsing:                                          | Beschrijving: |
| Volvo Amazon, Volvo 121 of Volvo 122S | Beide voorspatborden (boven de sierlijst)           | Volvo Amazon, Volvo 121 of Volvo 122S, uitgevoerd in schrijfletters. Van 1957 tot 1964 en alleen op de auto's bestemd voor de Zweedse thuismarkt werd de naam Amazon geplaatst, omdat in de rest van Europa, Kreidler de naam Amazone gedeponeerd had als handelsmerk.                                                                                                 |
| 121                                   | Beide voorspatborden. (onder de sierlijst)          | Het 121-embleem geeft aan dat het de standaarduitvoering betreft met een motor met één carburateur. Dus de B16A, B18A of de B20A. Dit geldt voor alle modellen van na 1964: de P120, P130 en de P220. In Amerika en Canada was de 121 niet leverbaar. |
| 122S                                  | Beide voorspatborden. (onder de sierlijst)          | Het 122S-embleem geeft aan dat de auto is voorzien van een motor met twee carburateurs. Dus de B16B, B18D of B20B motoren. Dit geldt voor alle modellen van na 1964: de P120, P130 en de P220. In Amerika en Canada is de Amazon alleen geleverd met twee carburateurs.                                                                                                |
| 123GT                                 | Rechts op de achterklep.                            | Dit embleem zit op de 2-deurscarrosserie (P130) voorzien van: de hogecompressie-B18B-motor, M41 4-versnellingsbak met overdrive, compleet verstelbare rugleuningen, extra schijnwerpers aan de voorzijde, spiegels op de spatborden, speciaal sportstuur, dashboard met aflegbakje en toerenteller. Hiervan zijn er ongeveer 5.000 exemplaren gemaakt in 1967 en 1968. |
| Canadian                              | Rechts op de achterklep.                            | Embleem dat aangeeft dat de auto geproduceerd is in de fabriek in Halifax, Canada. |
| Overdrive                             | Rechts op de achterklep.                            | Embleem dat aangeeft dat de auto dat de auto is voorzien van de M41 4-versnellingsbak met overdrive. |
| Automatic                             | Rechts op de achterklep.                            | Embleem dat aangeeft dat de auto is voorzien van de automatische versnellingsbak Borg Warner 35. |
| B18                                   | Rechts op de achterklep en/of ook wel in de grille. | Een embleem dat alleen in de jaren 1962-1964 is gebruikt en aangeeft dat de auto is voorzien van een B18-motor. |
| B20                                   | In de grille.                                       | Embleem dat aangeeft dat de auto is voorzien van de B20-motor. Deze aanduiding komt alleen voor in 1969 en 1970. |

## Techniek
- De 121 basisversie kwam uit met een B16-motor. Na 1961 werd dit een B18-motor.
- De 122S die in 1959 uitkwam, is voorzien van dubbele carburateurs en is feitelijk een "opgevoerde" 121.
- De 123GT heeft een B18B-motor en is standaard onder meer voorzien van een aan de versnellingsbak gemonteerde extra versnelling, een zogenaamde overdrive die elektrohydraulisch geschakeld wordt. Deze overdrive wordt geproduceerd door de firma Laycock de Normanville uit Engeland.
- Het onderscheid in vermogen van de A-, B- en D-motoren wordt in hoofdzaak bereikt door de toepassing van 1 of 2 carburateurs, andere nokkenassen en het verschil in de compressieverhouding.

### Motoren[4]
| Alle motoren zijn vloeistofgekoelde, 4-cilinder lijnmotoren voorzien van kopkleppen, bediend door een onderliggende nokkenas door middel van stoterstangen. | Alle motoren zijn vloeistofgekoelde, 4-cilinder lijnmotoren voorzien van kopkleppen, bediend door een onderliggende nokkenas door middel van stoterstangen. | Alle motoren zijn vloeistofgekoelde, 4-cilinder lijnmotoren voorzien van kopkleppen, bediend door een onderliggende nokkenas door middel van stoterstangen. | Alle motoren zijn vloeistofgekoelde, 4-cilinder lijnmotoren voorzien van kopkleppen, bediend door een onderliggende nokkenas door middel van stoterstangen. | Alle motoren zijn vloeistofgekoelde, 4-cilinder lijnmotoren voorzien van kopkleppen, bediend door een onderliggende nokkenas door middel van stoterstangen. | Alle motoren zijn vloeistofgekoelde, 4-cilinder lijnmotoren voorzien van kopkleppen, bediend door een onderliggende nokkenas door middel van stoterstangen. | Alle motoren zijn vloeistofgekoelde, 4-cilinder lijnmotoren voorzien van kopkleppen, bediend door een onderliggende nokkenas door middel van stoterstangen. |
| --- | --- | --- | --- | --- | --- | --- |
| Typenr. | Cilinderinhoud: | Max. vermogen DIN: | Max. koppel DIN: | Max. vermogen SAE: | Max. koppel SAE: | Periode: |
| B16A | 1580 cm³ | 60 pk bij 4500 toerenmin. | 113 Nm bij 2500 toerenmin. | 66 pk bij 4500 toerenmin. | 118 Nm bij 2500 toerenmin. | Van: 10-1956 Tot: 07-1961 |
| B16B | 1580 cm³ | 76 pk bij 5500 toerenmin. | 115 Nm bij 3300 toerenmin. | 85 pk bij 5500 toerenmin. | 120 Nm bij 3500 toerenmin. | Van: 10-1956 Tot: 07-1961 |
| B18A | 1780 cm³ | 75 pk bij 4700 toerenmin. | 145 Nm bij 2300 toerenmin. | 85 pk bij 5000 toerenmin. | 150 Nm bij 3000 toerenmin. | Van: 08-1961 Tot: 07-1968 |
| B18B | 1780 cm³ | 100 pk bij 5000 toerenmin. | 148 Nm bij 3500 toerenmin. | 115 pk bij 6000 toerenmin. | 155 Nm bij 4000 toerenmin. | Van: 08-1961 Tot: 07-1968 |
| B18D | 1780 cm³ | 80 pk bij 5000 toerenmin. | 140 Nm bij 3000 toerenmin. | 90 pk bij 5000 toerenmin. | 145 Nm bij 3500 toerenmin. | Van: 08-1961 Tot: 07-1967 |
| B20A | 1986 cm³ | 82 pk bij 4700 toerenmin. | 160 Nm bij 2300 toerenmin. | 90 pk bij 4800 toerenmin. | 165 Nm bij3000 toerenmin. | Van: 08-1968 Tot: 07-1970 |
| B20B | 1986 cm³ | 100 pk bij 5500 toerenmin. | 155 Nm bij 3500 toerenmin. | 118 pk bij 5800 toerenmin. | 170 Nm bij 3500 toerenmin. | Van: 08-1968 Tot: 07-1970 |

### Versnellingsbakken
| Typenr. | Aantal versnellingen                                            | Periode                                                    |
| ------- | --------------------------------------------------------------- | ---------------------------------------------------------- |
| H6      | 3 versnellingen, gedeeltelijk gesynchroniseerd (1e versn. niet) | Vanaf 10-1956 t/m 01-1958                                  |
| M4      | 4 versnellingen, volledig gesynchroniseerd                      | Vanaf 01-1958 t/m 07-1960                                  |
| M30     | 3 versnellingen, volledig gesynchroniseerd                      | Vanaf 07-1960                                              |
| M31     | 3 versnellingen, volledig gesynchroniseerd met overdrive        | Vanaf 07-1960 (als optie leverbaar)                        |
| M40     | 4 versnellingen, volledig gesynchroniseerd                      | Vanaf 07-1960                                              |
| M41     | 4 versnellingen, volledig gesynchroniseerd met overdrive.       | Vanaf 07-1960 (als optie leverbaar en standaard op 123 GT) |
| BW35:   | 3 versnellingen, Automatische versnellingsbak                   | Vanaf 08-1963 (alleen als optie leverbaar)                 |

## Modelcodes en productieaantallen
Gegevens over de productie en de geproduceerde aantallen per type.
Bij de jaarlijkse aanpassingen aan de modellen werd aan de modelnummers een (code) letter toegevoegd volgens onderstaand schema. Deze letter is terug te vinden als laatste letter in het chassisnummer en dient intern in de Volvo organisatie ter onderscheiding van de modellen.
Bij aankoop van de auto kan men via deze letter in het chassisnummer, het bouwjaar en de uitvoering controleren.
De belettering van de P120 loopt, als gevolg van het feit dat deze van 1956 tot 1961 het enige model was, niet parallel aan die van de P130 en P220. Pas in 1967 werd dit omwille van de duidelijkheid gelijkgetrokken.
| Modeljaar:        | Modelnummer en codeletter: | Modelnummer en codeletter: | Modelnummer en codeletter: | Aantal:                        |
| ----------------- | -------------------------- | -------------------------- | -------------------------- | ------------------------------ |
|                   | P120                       | P130                       | P220                       |                                |
| 1956 tot 1958     | A (aka P1200)              | Nog niet in productie      | Nog niet in productie      | 5.202 st.                      |
| 1958 tot 1961     | B                          | Nog niet in productie      | Nog niet in productie      | 49.215 st.                     |
| 1961              | D                          | Nog niet in productie      | Nog niet in productie      | 29.900 st.                     |
| 1962              | E                          | A                          | A                          | 40.398 st.                     |
| 1963              | F                          | B                          | B                          | 63.575 st.                     |
| 1964              | G                          | D                          | D                          | 80.675 st.                     |
| 1965              | K                          | E                          | E                          | 98.650 st.                     |
| 1966              | L                          | F                          | F                          | 119.000 st.                    |
| 1967              | M                          | M                          | M                          | 89.310 st.                     |
| 1968              | Uit productie              | P                          | P                          | 41.100 st.                     |
| 1969              | Uit productie              | S                          | S                          | 30.397 st.                     |
| 1970              | Uit productie              | T                          | Uit productie              | 19.919 st.                     |
| Totalen per type: | P120 en 130: 594.144 st.   | P120 en 130: 594.144 st.   | P220: 73.197 st.           | Totaal alle typen: 667.341 st. |

### Aanpassingen per modelcode/per productiejaar[6]
| P120A (juli 1956 - januari 1958, geïntroduceerd als P1200)                                      | P120A (juli 1956 - januari 1958, geïntroduceerd als P1200) |
| A model wordt geïntroduceerd met standaard o.a.:                                                | Bijzonderheden: |
| ----------------------------------------------------------------------------------------------- | --- |
| B16A-motor                                                                                      | Nieuw geïntroduceerd |
| Versnellingsbak type H6 (3-versnellingen, half gesynchroniseerd)                                | Uit PV444 |
| 6 volt elektrisch systeem.                                                                      | |
| Bekleed instrumentenpaneel.                                                                     | |
| Bevestigingspunten voor veiligheidsgordels vóór.                                                | |
| Tweedelige kentekenverlichting                                                                  | |
| Metallic lak                                                                                    | Als optie te bestellen |
| Productieaantal: 5.202 st.                                                                      | |
| P120B (februari 1958 - juli 1960)                                                               | |
| Aanpassing:                                                                                     | Bijzonderheden: |
| Introductie nieuwe uitvoering: Amazon Sport met B16B-motor.                                     | Buiten Zweden 122S genaamd |
| M4 versnellingsbak wordt leverbaar                                                              | Als optie op het basismodel |
| M4 versnellingsbak wordt leverbaar                                                              | Standaard op 122S. |
| Kentekenverlichting uit één geheel                                                              | |
| M4 versnellingsbak standaard op alle uitvoeringen                                               | In augustus 1958 |
| Modificatie aan de remmen                                                                       | |
| Modificatie aan de verwarming                                                                   | |
| Tweepunts-veiligheidsgordels vóór standaard                                                     | |
| Politie Zweden kiest de 122S-uitvoering als dienstauto                                          | Met extra uitrusting |
| De export van alle modellen begint.                                                             | |
| Productieaantal: 49.215 st.                                                                     | |
| P120D (augustus 1960 - juli 1961)                                                               | |
| Aanpassing:                                                                                     | Bijzonderheden: |
| Nieuwe versnellingsbakken                                                                       | M30, M40, M31 en M41 |
| Nieuwe voorstoelen                                                                              | |
| Grotere achterbank                                                                              | |
| Laatste jaar met metallic lak                                                                   | |
| Productieaantal: 29.900 st.                                                                     | |
| P120E / P130A / P220A (augustus 1961 - juli 1962)                                               | |
| Aanpassing:                                                                                     | Bijzonderheden: |
| B18D-motor standaard in Amazon 122S                                                             | 80 pk (DIN) |
| B18B-motor van de P1800 als optie leverbaar in Amazon 122S                                      | 100 pk (DIN) |
| 122S krijgt schijfremmen vóór                                                                   | |
| 12 volt elektrisch systeem                                                                      | |
| Asymmetrisch dimlicht                                                                           | |
| Nieuw voorfront + grille                                                                        | |
| In oktober 1961 2-deurscoach geïntroduceerd (P130)                                              | |
| In februari 1962 Kombi (Stationwagen) geïntroduceerd (P220)                                     | Voorzien van 2-delige achterklep; de ruit scharniert omhoog en het onderste deel omlaag waarbij de kentekenplaat scharniert zodat met open klep kan worden gereden.                                                                    |
| Productieaantal: 40.398 st.                                                                     | |
| P120F / P130B / P220B (augustus 1962 - juli 1963)                                               | |
| Aanpassing:                                                                                     | Bijzonderheden: |
| Versterkte carrosseriestructuur                                                                 | |
| Verbeterde roestbescherming                                                                     | |
| Automatisch achteruitrijlicht wordt standaard op P220                                           | |
| Start assemblage in Halifax, Canada                                                             | |
| Productieaantal: 63.575 st.                                                                     | |
| P120G / P130D / P220D (augustus 1963 - juli 1964)                                               | |
| Aanpassing:                                                                                     | Bijzonderheden: |
| Achterlichten met achteruitrijlicht                                                             | voorheen alleen standaard op P220 |
| Nieuw handvat/kentekenverlichting op kofferdeksel                                               | |
| Nieuwe hemelbekleding                                                                           | |
| Automaat wordt leverbaar als optie op P120/130                                                  | |
| Stationcar (P220) nu ook leverbaar als 122S                                                     | |
| Productieaantal: 80.675 st.                                                                     | |
| P120K / P130E / P220E (augustus 1964 - juli 1965)                                               | |
| Aanpassing:                                                                                     | Bijzonderheden: |
| Schijfremmen op voorwielen standaard op alle modellen                                           | |
| Stationwagen krijgt standaard rembekrachtiging                                                  | |
| Nieuwe voorstoelen                                                                              | |
| Vinyl bekleding standaard                                                                       | |
| Wijziging voorfront + grille                                                                    | |
| Wijziging velgen en wieldoppen                                                                  | |
| Gewijzigde emblemen                                                                             | |
| Start assemblage in fabriek te Gent, België                                                     | |
| Productieaantal: 98.650 st.                                                                     | |
| P120L / P130F / P220F (augustus 1965 - juli 1966)                                               | |
| Aanpassing:                                                                                     | Bijzonderheden: |
| Verhoging van het motorvermogen van de B18D                                                     | |
| In oktober 1965 wordt het instapmodel Favorit geïntroduceerd als vervanger voor de Volvo PV544  | De "Favorit" is altijd een P130 (2-deurs) en heeft: |
| In oktober 1965 wordt het instapmodel Favorit geïntroduceerd als vervanger voor de Volvo PV544  | B18A-motor |
| In oktober 1965 wordt het instapmodel Favorit geïntroduceerd als vervanger voor de Volvo PV544  | 3-versnellingsbak |
| In oktober 1965 wordt het instapmodel Favorit geïntroduceerd als vervanger voor de Volvo PV544  | Vereenvoudigd interieur |
| In oktober 1965 wordt het instapmodel Favorit geïntroduceerd als vervanger voor de Volvo PV544  | Minder chroomdelen exterieur |
| In oktober 1965 wordt het instapmodel Favorit geïntroduceerd als vervanger voor de Volvo PV544  | Beperkt aantal carrosseriekleuren |
| In oktober 1965 wordt het instapmodel Favorit geïntroduceerd als vervanger voor de Volvo PV544  | Alleen rode interieurbekleding |
| Productieaantal: 119.000 st.                                                                    | |
| P120M / P130M / P220M (augustus 1966 - juli 1967)                                               | |
| Aanpassing:                                                                                     | Bijzonderheden: |
| Verhoging van het motorvermogen van de B18A en B18D.                                            | |
| Gesloten koelsysteem met expansievat.                                                           | |
| Gemodificeerde koppeling                                                                        | |
| Gemodificeerde achteras bevestiging                                                             | |
| Wijziging voorfront + grille.                                                                   | |
| 123GT-uitvoering wordt geïntroduceerd                                                           | De 123GT is altijd een P130 (2-deurs) en heeft standaard: |
| 123GT-uitvoering wordt geïntroduceerd                                                           | B18B-motor |
| 123GT-uitvoering wordt geïntroduceerd                                                           | Wisselstroomdynamo |
| 123GT-uitvoering wordt geïntroduceerd                                                           | Overdrive |
| 123GT-uitvoering wordt geïntroduceerd                                                           | 2 achteruitkijkspiegels op de voorspatborden |
| 123GT-uitvoering wordt geïntroduceerd                                                           | 2 extra schijnwerpers (1 ver- en 1 breedstraler) |
| 123GT-uitvoering wordt geïntroduceerd                                                           | Toerenteller |
| 123GT-uitvoering wordt geïntroduceerd                                                           | Sportstuur |
| 123GT-uitvoering wordt geïntroduceerd                                                           | Chroomringen op de velgen |
| 123GT-uitvoering wordt geïntroduceerd                                                           | Chroom uitlaatsierstuk |
| 123GT-uitvoering wordt geïntroduceerd                                                           | Slaapstoelen |
| 123GT-uitvoering wordt geïntroduceerd                                                           | Verlichting in motor- en bagageruimte |
| 123GT-uitvoering wordt geïntroduceerd                                                           | Radiaalbanden |
| 123GT-uitvoering wordt geïntroduceerd                                                           | Aflegbakje op het dashboard |
| Eind van 1966 stopt de fabrikage van de P120 en worden alleen nog de P130 en de P220 gebouwd    | |
| Productieaantal: 89.310 st.                                                                     | |
| P130P / P220P (augustus 1967 - juli 1968)                                                       | |
| Aanpassing:                                                                                     | Bijzonderheden: |
| De B18D-motor in de 122S wordt vervangen door B18B-motor                                        | |
| Nieuw veiligheidsstuur (vlinderstuur)                                                           | |
| Gedeelde stuurkolom                                                                             | |
| Rembekrachtiging standaard op alle uitvoeringen                                                 | |
| Productieaantal: 41.100 st.                                                                     | |
| P130S / P220S (augustus 1968 - juli 1969)                                                       | |
| Aanpassing:                                                                                     | Bijzonderheden: |
| B20-motor                                                                                       | Alleen voor P130 |
| 2- krings remsysteem                                                                            | Alleen voor P130 |
| Wisselstroom dynamo op alle uitvoeringen                                                        | |
| Vereenvoudigingen op P130:                                                                      | Geen kaartenvakken op de deuren |
| Vereenvoudigingen op P130:                                                                      | Minder chroom exterieur |
| Vereenvoudigingen op P130:                                                                      | Hoedenplank in karton uitgevoerd |
| Laatste jaar voor de P220 (stationwagen)                                                        | |
| Productieaantal: 30.397 st.                                                                     | |
| P130T (Periode: augustus 1969 - juli 1970)                                                      | |
| Aanpassing:                                                                                     | Bijzonderheden: |
| Hoofdsteunen op voorstoelen                                                                     | |
| Veiligheidsgordels achter standaard                                                             | Alleen in Zweden |
| 3 juli 1970 rolt de laatste Amazon van de band                                                  | In Zweden |
| Leveranties van onderdelen naar assemblagefabrieken in het buitenland gaan door tot einde 1970. | De laatste ca. 230 Amazons worden geassembleerd in Durban, SA, in de 2e helft van 1970. De laatste Amazon rolt daar uit de fabriek op 18 december 1970: een beige 122S met B20-motor. Deze Amazons staan geregistreerd als 1971-model. |
| Productieaantal: 19.919 st.                                                                     | |

## Assemblage in Nederland[7]
Doordat geen export van Volvo's plaatsvond naar Nederland, werd in opdracht van Niham B.V. in Den Haag de assemblage aan Beijnes in Beverwijk de opdracht verstrekt tot assemblage van de typen PV544 (kattenrug) en P121 (Amazon). De productie van beide typen liep van 1958 tot 1962. Het totale productieaantal bedroeg 1044 stuks. 
Kenmerkend voor de in Nederland geproduceerde typen zijn de autoruiten (behalve de ventilatieruitjes) met de vermelding 'Securit Amsterdam', Nederlandse autobanden en accu's. Voorts staat op het typeplaatje het typenummer met als een na laatste cijfer een 9.